# فاتن قلال
هي ناشطة سياسية و عضوة في حزب آفاق تونس

.

## التعليم
تخرجت فاتن قلال من المعهد العالي للدراسات التجارية بقرطاج أين تحصلت على شهادة جامعية في المحاسبة.
كما تحمل فاتن ماجستير إدارة الأعمال من جامعة باريس دوفين

. 

## المسار المهني
تقلدت فاتن العديد من المناصب على الرغم من صغر سنها. شغلت منصب مستشار في إدارة الأعمال لدى عدة شركات مثل ديلويت و غرانت ثورنتون في بداية مسيرتها.
بعد ذلك، إلتحقت فاتن بوزارة التنمية والاستثمار والتعاون الدولي في فيفري 2015 كمسؤولة عن التنظيم و الإصلاح الإداري، غير أنها استقالت بعد 6 أشهر لتلتحق ببرنامج سمارت تونيزيا (تونس الذكبة).
تم تكليفها بمنصب كاتبة دولة لدى وزيرة شؤون الشباب و الرياضة المكلفة بالشباب (خطة تابعة لوزارة الشباب والرياضة) يوم 20 أوت 2016 لدى حكومة يوسف الشاهد.

## الحياة السياسية
دخلت فاتن إلى الحياة السياسية عندما إنضمت إلى الحزب الديمقراطي التقدمي كناشطة، و ترشحت إلى انتخابات المجلس الوطني التأسيسي سنة 2011 عن دائرة أريانة.
و قد إنضمت بعد ذلك إلى حزب آفاق تونس، و ترشحت إلى الإنتخابات التشريعية التونسية سنة 2014 عن دائرة تونس2.